# 烏石鎮
烏石鎮（うせきちん）は、中華人民共和国湖南省湘潭市湘潭県の鎮。

## 行政区画
- 瓦子坪社区
- 烏石村
- 平山村
- 岳沖橋村
- 華竜村
- 天竜村
- 衆興村
- 錦繡村
- 石峰村
- 大明村
- 烏石峰村
- 景泉村
- 四美村
- 双廟村

## 歴史
1958年、白托郷・烏石郷・景泉郷と合併し、改めて衛国人民公社が発足。1995年、旧制烏石郷・景泉郷が合併して烏石郷となる。1998年、烏石鎮と改編。

## 経済

### 名物・特産品
- 烏石香米
- 烏石黄花
- 烏鶏緑殻蛋
- 油茶

## 地理
烏石鎮は湘潭県西南部に位置し、北は石潭鎮と、東は錦石郷と、西は湘郷市と、南は排頭郷とそれぞれ接している。
- 烏石峰、南嶽七十二峰の一。

## 教育
- 烏石峰中学
- 景泉中学

## 交通

### 道路
- G0421許広高速公路

## 観光
- 彭徳懐故居、彭徳懐墓、彭徳懐紀念館

## 出身有名人
- 彭徳懐

## ギャラリー
- 彭徳懐銅像
- 彭徳懐の住所
- 彭徳懐墓
- 彭徳懐紀念館
- 彭徳懐故居